# Marco dell'Africa Tedesca del Sud-Ovest
Il marco ((DE)  Mark) è stata la moneta dell'Africa Tedesca del Sud-Ovest tra il 1884 e 1915. Fino al 1914 era usato il Goldmark. 
Con lo scoppio della prima guerra mondiale, fu autorizzata l'emissione di biglietti di cassa (Kassenshein) chiamati Deutsch-Südwestafrikanische Mark (marco dell'Africa sud-occidentale tedesca) nei tagli di 5, 10, 20, 50 e 100 marchi. 
Anche se l'occupazione da parte del Sudafrica nel 1915 sostituì ufficialmente il marco con la sterlina, la camera di commercio di Windhoek emise dei Gutscheine denominati in Pfennig e marchi tra 1916 e il 1918.